# Conrat Bonacolsi
Conrat Bonacolsi fou fill de Pinamonte Bonacolsi. Va rebre el feu de Pozzuolo del Bisbe de Màntua que va ajuntar al feu heretat de Castellaro. Va morir probablement bastant jove deixant dos fills naturals: Rivazzulo i Martino Bonacolsi que el 1315 van vendre el feu de Castellaro.